# Surface isobare

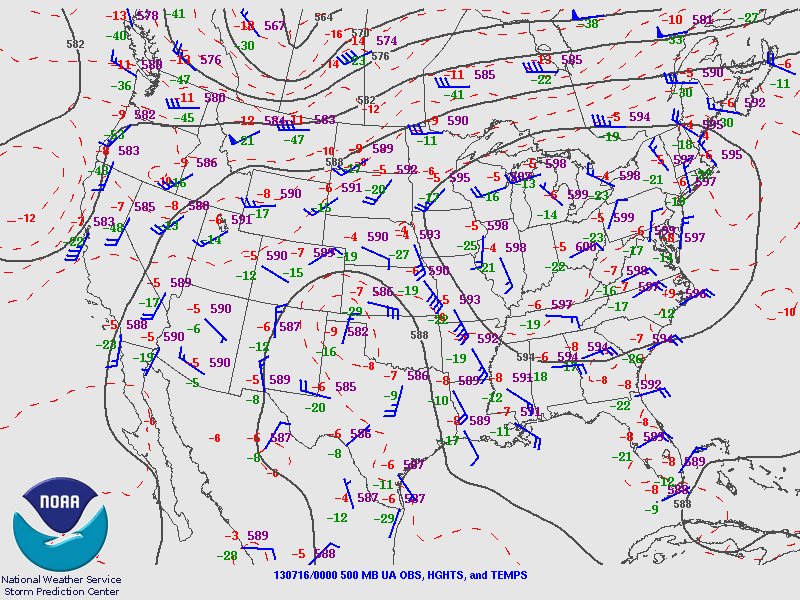
Carte de pointage des stations de radiosondage et des isohypses à 500 hPa

Une surface isobare est une surface où la pression atmosphérique est égale en tout point. Cette surface n'est pas nécessairement plane, elle varie en altitude selon la pression au sol et le déplacement des systèmes météorologiques. 

## Usages

### Météorologie
Une surface isobare type est une telle surface définie par accord international utilisée pour représenter et analyser les conditions de l'atmosphère. Les plus courantes sont les cartes météorologiques à 1000, 850, 700, 500 et 250 hPa).  

### Aéronautique
En aéronautique la surface isobare correspond à une même altitude indiquée par un altimètre barométrique. La surface isobare à 1013,25 hPa, dans une atmosphère normalisée, est considérée comme correspondant au niveau de la mer (niveau de vol zéro). Par rapport à cette référence, les  surfaces isobares sont appelés niveaux de vol, abrégés FL (flight level).   